# 上総久保駅
上総久保駅（かずさくぼえき）は、千葉県市原市久保にある、小湊鉄道線の駅である。

## 歴史
- 1933年（昭和8年）4月10日：開業。
- 1956年（昭和31年）：無人駅となる。

## 駅構造
単式ホーム1面1線を有する地上駅。待合所がホーム上にあり、無人駅となっている。公衆トイレ、公衆電話がある。駅の側には高さ約20メートルのイチョウの木があり、黄葉の時期にはライトアップが行われる。

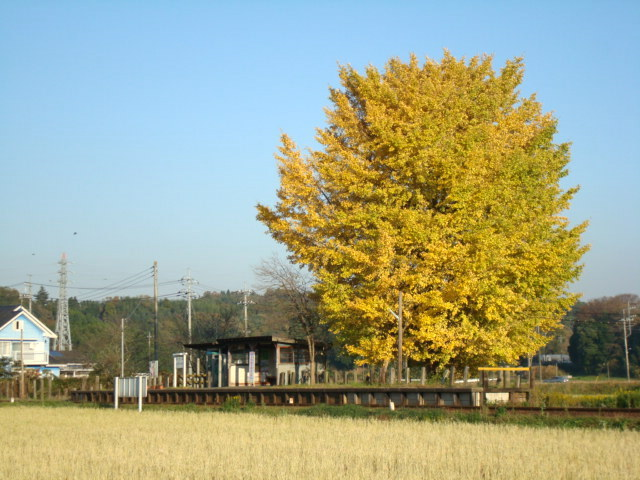
駅全景（2008年11月）
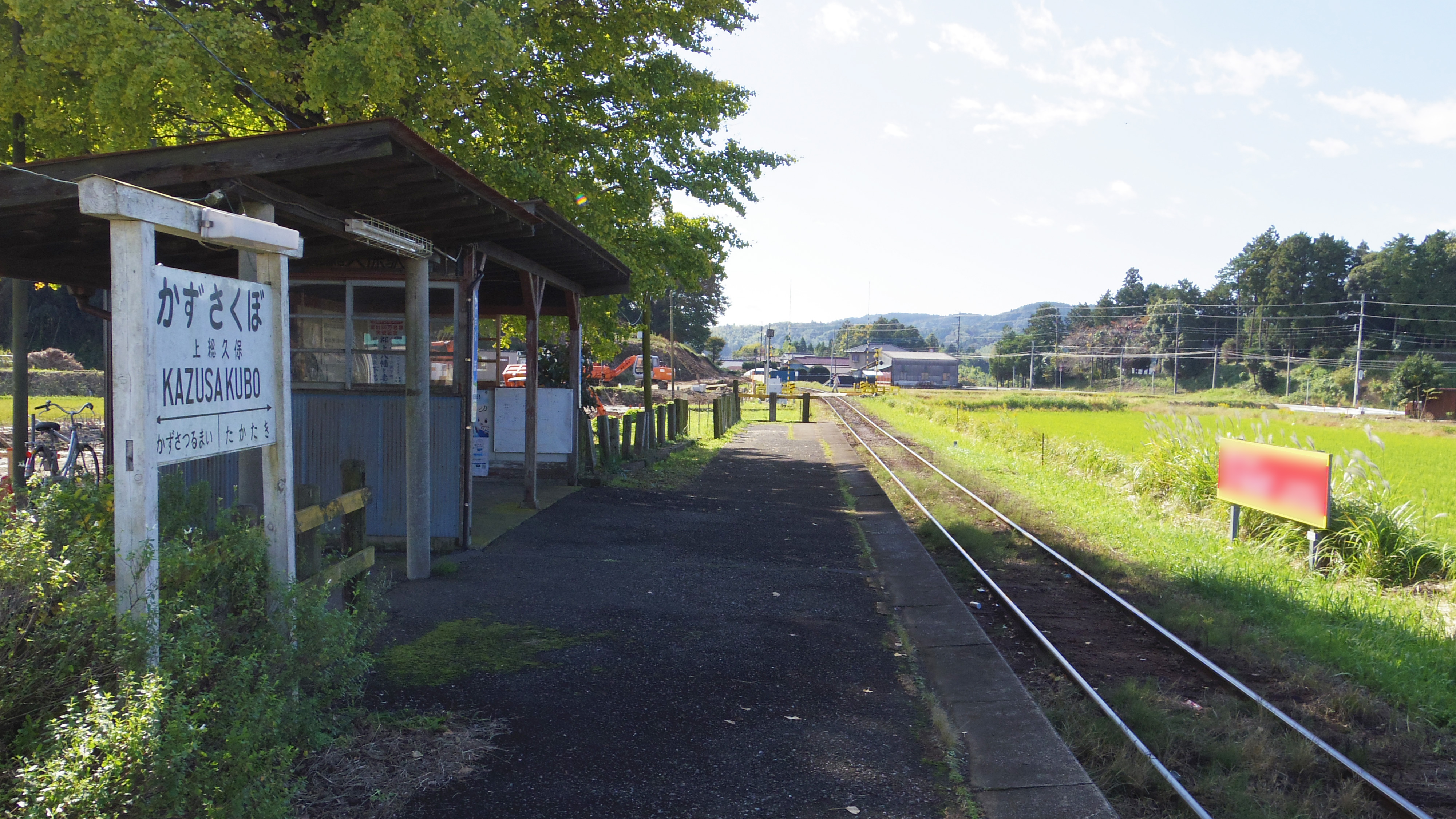
駅ホーム（2015年11月）

## 利用状況
2020年度の1日平均乗車人員は12人である。
近年の一日平均乗車人員推移は下表の通り。
| 乗車人員推移       | 乗車人員推移      | 乗車人員推移 |
| 年度               | 一日平均 乗車人員 | 備考         |
| ------------------ | ----------------- | ------------ |
| 1986年（昭和61年） | 99                | [ * 2 ]      |
| 2007年（平成19年） | 10                | [ * 3 ]      |
| 2008年（平成20年） | 10                | [ * 4 ]      |
| 2009年（平成21年） | 9                 | [ * 5 ]      |
| 2010年（平成22年） | 7                 | [ * 6 ]      |
| 2011年（平成23年） | 8                 | [ * 7 ]      |
| 2012年（平成24年） | 7                 | [ * 8 ]      |
| 2013年（平成25年） | 18                | [ * 9 ]      |
| 2014年（平成26年） | 15                | [ * 10 ]     |
| 2015年（平成27年） | 14                | [ * 11 ]     |
| 2016年（平成28年） | 12                | [ * 12 ]     |
| 2017年（平成29年） | 10                | [ * 13 ]     |
| 2018年（平成30年） | 12                | [ * 14 ]     |
| 2019年（令和元年） | 14                | [ * 15 ]     |
| 2020年（令和02年） | 12                | [ * 1 ]      |

## 駅周辺
駅周辺は田園地帯が広がり、県道沿いに住宅が点在している。駅より約1.5キロメートルほどの場所にはゴルフ場が点在している。
- 首都圏中央連絡自動車道
  - 市原鶴舞IC
  - 高滝湖PA
- 千葉県道81号市原天津小湊線
- 千葉県道173号南総月出線
- 木造地蔵菩薩坐像
- 鶴舞カントリー倶楽部
- 千葉よみうりカントリークラブ
- 日本長江ゴルフクラブ

## 隣の駅
小湊鉄道
■小湊鉄道線
上総鶴舞駅 - 上総久保駅 - 高滝駅
- 上総久保 - 高滝間はPC枕木を使用している区間である。